# Charlotte Werner
Charlotte Werner (* 9. November 1908 in Hamburg; † 20. Mai 1998 in Preetz) war eine deutsche Politikerin (SPD).
Werner war von Beruf Hausfrau. Sie gehörte dem am 26. Februar 1946 konstituierten ersten ernannten Landtag von Schleswig-Holstein bis zum 11. November 1946 an und war dort vom 11. April 1946 bis zum 11. November 1946 im Ausschuss für Flüchtlingswesen tätig.